# 建筑风格年表
此時間軸以圖形方式顯示各種建築風格的時期。

## 公元前6000年至今
- 8000年 - 過去1000年（精細網格）在上面的時間線上擴展